# Емельянов, Василий Нестерович
Василий Нестерович Емельянов — советский военный, государственный и политический деятель, генерал-лейтенант (08.09.1945).

## Биография
Родился 5 апреля 1907 года в городе Майкоп Майкопского уезда Кубанской области (ныне столица Республики Адыгея) в семье каменщика и шорника. Окончив начальную школу, Василий некоторое время работал разнорабочим, а в 1923 году в поисках лучшей жизни уехал на строительство Ленинаканской ГЭС и тоннеля, где работал откатчиком, забойщиком, крепильщиком. в 1927 году поступил в Тбилисский геологоразведывательный институт, окончил специальное отделение по взрывному делу и получил звание техника-взрывника.
В РККА с октября 1929 года. Член ВКП(б) с 1930 года.
Как специалист подрывного дела, был направлен а 9-й отдельный саперный батальон 9-й Донской дивизии Северо-Кавказского военного округа. Глубокое звание своего дела, ревностное отношение к службе, активная жизненная позиция и умение строить отношения с людьми выдвинули его в число лучших воинов батальона. он был назначен командиром отделения, которое стало передовым в батальоне. В ходе тушения пожара на Майкопских промыслах он возглавил взвод, который под его руководством успешно выполнил все свои задачи.
Кавалер ордена Ленина в 1931 году.
После завершения работ на промыслах В.Н. Емельянов, приняв решение посвятить себя службе в армии в качестве политработника, поступает в Полтавскую военно-политическую школу и в феврале 1932 года, успешно окончив ее, становится военным комиссаром отдельной саперной роты 94-й стрелковой дивизии, дислоцировавшейся на Дальнем Востоке. Молодого политработника с орденом Ленина на груди заметил и, спустя год, перевели инструктором в политотдел дивизии, а в ноябре 1936 года, обогащенный уже опытом организации политико-воспитательной работы, он становится военным комиссаром саперного батальона дивизии. Командование высоко ценило деловые и политические качества В.Н. Емельянова, его умение организовать и вести работу и, несмотря на очевидную молодость, смело продвигать его по службе. В декабре 1937 года, в возрасте 30 лет, минуя полковое звено, он назначается начальником политотдела 71-й стрелковой дивизии в Сибирском военном округе с одновременным присвоением ему звания батальонного комиссара.
С 23 августа 1939 года — начальник политотдела 52-го стрелкового корпуса Сибирского военного округа.
Великая Отечественная война
Войну встретил на Западном фронте в прежней должности.
С 21 июля по 1 августа 1941 года — военный комиссар 167-й стрелковой дивизии.
с 1 августа 1941 по 27 ноября 1942 года — член Военного совета 46-й армии, которая несла службу по прикрытию государственной границы СССР с Турцией и побережья Черного моря, а с августа 1942 года вела оборонительные бои по удержанию перевалов Кавказского хребта от Мамисонского до белореченского.
С 28 ноября 1942 по 6 ноября 1943 года - член Военного совета 9-й армии, которая в составе Закавказского, а затем Северо-Кавказского фронта участвовала в обороне и освобождении Кавказа.
С 28 ноября 1943 по 6 августа 1946 года - член Военного совета 17-й армии, которая дислоцировалась в Монголии и с началом войны с Японией участвовала в разгроме Квантунской армии.
Послевоенная карьера
После войны, окончив Военную академию Генерального штаба с отличием, В.Н. Емельянов в течение четырех лет находился на дипломатической службе в Болгарии, являясь военным атташе. С 1953 года - член Военного совета Южно-Уральского военного округа, с 1957 года работал в научно-исследовательской группе № 4 при Генеральном штабе. В январе 1961 года В.Н. Емельянов назначается начальником политотдела Центрального управления специального строительства Министерства обороны, а с января 1964 года - он секретарь партийного комитета Центрального строительства управления Министерства обороны.
Делегат XX съезда КПСС.
17 декабря 1964 года после тяжелой болезни В.Н. Емельянов умер и был похоронен на Новодевичьем кладбище Москвы.
Воинские звания
Бригадный комиссар (19.09.1940);
Полковник (05.12.1942);
Генерал-майор (23.11.1943);
Генерал-лейтенант (08.09.1945).